# Ladoffa cavillator
Ladoffa cavillator är en insektsart som beskrevs av Young 1977. Ladoffa cavillator ingår i släktet Ladoffa och familjen dvärgstritar. Inga underarter finns listade i Catalogue of Life.